# Clément Fromont
Pour les articles homonymes, voir Fromont (homonymie).
Pas d'image ? Cliquez ici

a Compétitions nationales et continentales officielles uniquement.

Dernière mise à jour le 5 février 2024.
Clément Fromont, né le 18 juin 1979 à Bourg-en-Bresse (Ain), est un joueur et entraîneur de rugby à XV et à sept qui évolue au poste d'arrière (1,82 m pour 83 kg).

## Carrière

### Joueur
- formé a jusqu'en junior à : l'Entente Meximieux Dagneux Plaine de l'Ain
- de junior jusqu'en 2000 : US Bressane
- Jusqu'en 2002 : CS Bourgoin-Jallieu
- 2002-2004 : Lyon OU
- 2004-2007 : Aviron bayonnais
- 2007-2011 : Section paloise
- 2011-2013 : Union sportive Annecy

### Entraîneur
- 2013-2019 : Entraîneur au centre de formation du Oyonnax rugby
- 2019-2021 : Entraîneur des espoirs du Lyon OU rugby
- Février 2020 : Entraîneur du LOU rugby au Supersevens 2020

## Palmarès

### En équipe nationale
- Équipe de France de rugby à sept (participation au tournoi de Cardiff en 2001)

### Personnel
- 2e meilleur marqueur d'essais de Pro D2 : 2004 (10, ex-aequo avec Ludovic Saunier et Martin Jagr, soit 3 de moins que le premier Raphaël Bastide)[2]